# Karl Allöder
Karl Allöder (Badbergen, 6 de abril de 1898 - Badbergen, 23 de abril de 1981) fue un escultor, lutier, pintor y violinista alemán.

## Biografía
Allöder nació en una familia de campesinos, su padre era un tornero. Después de la escuela primaria, Karl Allöder asistió en 1908 a la Escuela Privada en Badbergen, donde aprendió latín e Inglés. Sus profesores eran conscientes de su talento artístico y le alentaron a seguir este camino. No obstante sus padres defendieron su dedicación a una forma "tangible" de trabajo. Por lo que Allöder siguió cursos de tornero durante un año y de carpintero durante dos años, tras lo que abrió su propio negocio en 1917. Fue llamado a filas para el servicio militar y tuvo que trasladarse inicialmente a Colonia. En 1918 desempeñó labores de artillero en el frente durante la Primera Guerra Mundial.
Tras el final de la PrimeraGuerra Mundial, asistió brevemente a la escuela de arte privada Ulrichs en Osnabrück y en 1920 fue a la escuela de arte de Kassel, donde estudió bellas artes y anatomía. Al mismo tiempo asistió a la Academia de Arte de Kassel en escultura, pintura e historia del arte. Fue galardonado con un segundo Premio en Kassel, por el diseño de un monumento a los caídos para la ciudad que lo adquirió. En 1922 Allöder se trasladó a la Academia de Arte de Hamburgo, donde estudió escultura con el profesor Luksch.
El año 1927 viajó a Italia con largas estancias en Milán, Florencia, Roma, Nápoles, Pompeya y de regreso a través de Múnich. Luego estudió dibujo de la figura en Osnabrück con Wilhelm Renfordt y participó en los años siguientes en numerosas exposiciones en Osnabrück, Bremen, Hamburgo, Kassel, Hannover y Oldenburg.
Al comienzo de la Segunda Guerra Mundial en 1939, estuvo destinado en Francia. Su unidad estaba en el frente oeste, y se dirigió en 1940 a la región del Loire. En 1941 fue despedido por motivos de edad, pero permanece ligado a labores sociales de regreso a Alemania. Se instaló de nuevo en su ciudad natal, donde vivió hasta su muerte. Está enterrado en el cementerio protestante en Badbergen.

## Obras (selección)
Su versatilidad como artista le llevó a abordar casi todas las disciplinas artísticas: pinturas al óleo, grabados, acuarelas, esculturas, relieves, ebanistería, escultura de figuras, grabado en madera, maquetas para museos, cartelería, restauración de muebles antiguos, estatuas de Cristo, figuras de Vírgenes, retratos en escultura, retratos al óleo y más. Es así que su obra es extensa.
Su última exposición se llevó a cabo en marzo de 1974, celebrada en el Museo del Condado de Bersenbrück, donde mostró 54 obras.
- La escultura de madera de El Burgués de Quakenbrück es un regalo de la ciudad de Quakenbrück a la ciudad hermana de Hamburgo, en el ayuntamiento de Hamburgo.
- Un crucifijo de piedra se erige como recordatorio para los creyentes en el cementerio católico de Badbergen.
- Un ángel tallado pregonando adorna la bóveda del púlpito en la Iglesia Luterana de St. Georg en la comunidad de origen de Karl Allöder.
- Un relieve grande de piedra describe a los niños de la escuela evangélica en Badbergen la leyenda de la batalla de San Jorge y el Dragón.
- Un águila de tamaño natural en bronce posada sobre una piedra con las alas abiertas de tamaño natural águila de bronce data A en una piedra y encontró que sus grandes alas sobre la gran piedra. Está en la antigua escuela agrícola en Quakenbrück.
- El Museo de la Ciudad de Quakenbrück exhibe un busto, en el que Allöder retrató al famoso pintor Theodor Doebner (1875-1942) del Báltico.
- Un relieve en bronce expuesto sobre una roca en memoria del antiguo administrador del distrito Hermann Rothert (1875-1962).
- En Wulften, entre el río Hase y el lago, había antiguamente un pantano, donde un burro se hundió con las personas y cargas. Más tarde se construyó un puente y Allöder hizo una placa de bronce con un burro, que se fijó en un pilar del puente.
- Para el Museo Nacional Germánico de Núremberg hizo Allöder tres maquetas de casas rurales: la granja de la zona de Wehdel, la Roten Hauberg en Husum y una casa de campo de la Alten Land, cerca de Hamburgo.
- En Hüven, Hümmling existía un molino combinado de viento y de agua del siglo XVI ( llamado Hüvener Mühle ). En la década de 1930 lo empleó como modelo para su reproducción en maqueta en el Museo del Estado de Hannover antes de que se deteriorase más y más. Sólo posteriormente fue declarado monumento histórico y restaurado a un gran costo. Este modelo de Allöders fue de gran ayuda. Y también el modelo de la Wehlburg, una casa de campo Artländer se conserva en Hannover. Fue desmantelada y reconstruida en el museo del pueblo en Cloppenburg.
- Monumentos de la guerra de Quakenbrück, Badbergen y Gehrde.

## La pintura de paisaje
Fue August Kaufhold, un alumno del pintor de animales Heinrich von Zügel, el que inspiró a Allöder en la realización de pinturas de paisajes durante sus primeros años como pintor. nspirado. Kaufhold conoció por casualidad al niño cuando estaba con sus familiares en Dötlingen durante las vacaciones. Juntos instalaron el caballete, con la paleta y la caja de pinturas y se puso a pintar de la naturaleza, un diseño del paisaje. Esta unión fue el comienzo de una amistad de por vida. Karl Allöder conoció a Bernhard Winter en Oldenburg. Allöder lo visitó a menudo en su Villa del barrio alto de Oldenburg en el estudio bajo techo de cristal. Allí recibió muchas sugerencias para el retrato.

## Fabricante de violines
Después de la Segunda Guerra Mundial se dedicó a la fabricación de violines. Construyó más de 30 violines, cellos, violas y contrabajos, que fueron empleados por los miembros de la Orquesta Estatal de Oldenburg Estado y músicos de la Orquesta Municipal Osnabrück de Münster.